# Variogram
A variogram a geostatisztika kulcsfontosságú fogalma, mivel ezzel a függvénnyel illeszthető a területi korreláció valamilyen modellje a megfigyelt adatokhoz.
A geostatisztikában a megfigyelések, mérések térbeli vagy időbeli összefüggéseinek leírására három alapvető függvényt használnak a korrelogramot a kovarianciát és a variogramot.
Meg kell különböztetni a tapasztalati variogramot, ez a területi korreláció vizualizációjára szolgál, és a variogram modellt amelyet a krigelésnél mint súlyozást használunk. A tapasztalati variogram egy normális eloszlás kovarianciájának kísérleti becslése.

## Definíciók
A variogram egy statisztikai függvény második momentuma, amit a geo- és térstatisztikában a térbeli korrelációk vizsgálatára használnak.  
Egy térbeli változó {\displaystyle Z(x)}, mint sztochasztikus folyamat  variogramja (illetve a félvariogramja) {\displaystyle 2\gamma (x,x+h)} a {\displaystyle \mathbf {h} } vektor mentén két {\displaystyle x} és {\displaystyle x+h}, pontban mint a „változók értékeinek különbségének a szórásnégyzete” határozható meg. 
{\displaystyle \gamma (x,x+h)={\frac {1}{2}}{\text{var}}[Z(x)-Z(x+h)]={\frac {1}{2}}E\left[|(Z(x)-\mu (x))-(Z(x+h)-\mu (x+h))|^{2}\right].}
Ha elfogadjuk azt a hipotézist, hogy {\displaystyle Z(x)} gyöngén stacionárius, a diszperzió és az átlagnövekmény {\displaystyle Z(x+h)-Z(x)} létezik és független az {\displaystyle x} pontok elhelyezkedésétől 
{\displaystyle \gamma (x,x+h)={\frac {1}{2}}E\left[(Z(x)-(Z(x+h))^{2}\right]=\gamma (h).}
{\displaystyle E\left[Z(x)-Z(x+h)\right]=0}
Ha a függvény elér egy tetőt az árulkodik egy térbeli heterogenitás félvariogramjának a szórásáról, azaz van-e véges szórás vagy nincs. Ha elérik a tetőt, akkor van véges szórás. Ezeket a variogram modelleket nevezzük sill variogramoknak.

### Röghatás modell
A röghatás modell annak az esetnek felel meg amikor nincs korreláció a különböző mérési helyeknek megfelelő valószínűségi változók között.
{\displaystyle \gamma (h)=0},  ha  {\displaystyle h=0}
{\displaystyle \gamma (h)=C},  ha  {\displaystyle h>0}

### Szferikus modell
Egy olyan variogram modell, amely szigorúan monoton növekvő felszálló ággal rendelkezik, aztán gyorsan beáll a hatástávolság vízszintes vonalára. A sill két részből áll, egyrészt a röghatásból, másrészt a röghatás és a C érték közötti részből.
{\displaystyle \gamma (h)=C(3/2*h/a-1/2*h^{3}/a^{3})}, ha  {\displaystyle h<=a}
{\displaystyle \gamma (h)=C},  ha  {\displaystyle h>a}

### Exponenciális modell
Ez a leggyakrabban használt variogram. Két paraméterrel írható le: a hatástávolsággal és a sill-lel. A hatástávolság {\displaystyle a}, az a távolság, amely elválasztja a korrelált és korrelálatlan valószínűségi változókat. 
Ez a modell aszimptotikusan simul a tetőértékhez. 
{\displaystyle \gamma (h)=C(1-e^{-h/a})}

### Gaussi modell
Ez a variogram szintén két paraméterrel írható le. A sill: {\displaystyle C} ismét egyenlő {\displaystyle C(0)} -al a valószínűségi változó szórásnégyzetével. Az a paraméter szintén a hatástávolságot határozza meg. A valós hatástávolság: {\displaystyle {\sqrt {3}}a}
{\displaystyle \gamma (h)=C(1-e^{-h^{2}/a^{2}})}

## Tapasztalati variogram
{\displaystyle V(u)=E\left[1/2(x_{i}-x_{(i-u)})^{2}\right]}
egy kedvező alternatívája az autokovariancia függvénynek különösen abban az esetben, ha ha a megfigyelésekre irreguláris időpontokban került sor. 
A tapasztalati variogram azoknak a véges számú mérési pontoknak {\displaystyle n_{i}} a halmaza 
{\displaystyle (u_{ijk},v_{ijk}):k>j:i=1,...,m}  ahol
{\displaystyle u_{ijk}=|t_{ij}-t_{ik}|} és {\displaystyle v_{ijk}=1/2(y_{ij}-y_{ik})^{2};t_{ij},i=1,...,n_{i}}
az {\displaystyle n_{i}} az az érték amit az {\displaystyle i} -ik megfigyelés során kaptunk {\displaystyle y_{(}ij)} -től kezdve.
Az {\displaystyle (u_{ijk},v_{ijk})} pontokat ábrázoló kétdimenziós diagramot variogram felhőnek nevezik. ennek segítségével megjósolható a {\displaystyle V(u)} parametrikus modell.  
Egy tapasztalati variogram nagyon érzékeny a szélsőséges értékekre, ebből következik, hogy jó minőségű becsléshez több vektorra van szükség. Általában az elfogadható becsléshez 30 vagy annál több párra van szükség.